# Ефимия, графиня Росс
Ефимия де Росс (англ. Euphemia; ок. 1342—1394) — графиня Росса с 1372 года.

## Биография
Ефимия наследовала титул после смерти своего отца, Уильяма, 5-го графа Росс, лорда Скай, юстициария Шотландии к северу от залива Ферт-оф-Форт. Она первоначально была замужем (1366) за сэром Уолтером Лесли, младшим (возможно третьим) сыном сэра Эндрю Лесли. Сэр Уолтер снискал славу одного из самых выдающихся рыцарей своего времени, сражавшегося против неверных. В правах своей супруги он носил титул графа Росса, хотя сам называл себя в грамотах лишь Dominus или лорд Росса. Он скончался в Перте 27 февраля 1382 года.
Графиня вышла замуж во второй раз за Александра Стюарта, графа Бухана, известного как «Волк Баденохский». Брак был заключён в 1382 году, но не был счастливым. Граф бросил свою жену, хотя ему и было приказано вернуться к ней. Александр воспротивился и папа Климент VII расторг их союз в 1392 году. Считается, что графиня после этого постриглась в монахини (стала аббатисой Элхо), хотя это сомнительно. Упоминается, что графиня скончалась в 1394 году и была похоронена в Фортросе.
От первого мужа у графини было двое детей:
- Александр Лесли, граф Росса
- Мария Лесли, вышедшая замуж за Дональда, лорда Островов.